# روبي وير
روبي وير (9 ديسمبر 1988 في المملكة المتحدة - ) (بالإنجليزية: Robbie Weir)‏ هو لاعب كرة قدم بريطاني في مركز الوسط. لعب مع نادي بيرتن ألبيون ونادي ترانمير روفرز لكرة القدم ونادي تشيسترفيلد ونادي سندرلاند ونادي ليتون أورينت ونادي يورك سيتي ونادي لارن ‏.

## وصلات خارجية
- روبي وير على موقع قاعدة بيانات كرة القدم.إي يو (الإنجليزية)
- روبي وير على موقع Soccerbase.com (لاعب) (الإنجليزية)
- روبي وير على موقع Soccerway.com (الإنجليزية)